# Odenhollermühle
Odenhollermühle ist eine Ortschaft und ehemalige Mühle in Hückeswagen im Oberbergischen Kreis im Regierungsbezirk Köln in Nordrhein-Westfalen (Deutschland).

## Lage und Verkehrsanbindung
Odenhollermühle liegt im südlichen Hückeswagen an der Grenze zu Wipperfürth. Nachbarorte sind Warth, Odenholl, Rautzenberg und Wipperfürth-Schniffelshöh. Der Ort ist über eine Verbindungsstraße erreichbar, die bei Altenholte von der Kreisstraße K5 abzweigt und zur Bundesstraße 506 bei Wipperfürth-Schniffelshöh führt.
Die Ortschaft liegt im Tal am Bach Große Dhünn, der in die Große Dhünntalsperre mündet.

## Geschichte
Im Gemeindelexikon für die Provinz Rheinland werden für 1885 ein Wohnhaus mit acht Einwohnern angegeben. Der Ort gehörte zu dieser Zeit zur Landgemeinde Neuhückeswagen innerhalb des Kreises Lennep. 1895 besaß der Ort ein Wohnhaus mit sechs Einwohnern, 1905 ein Wohnhaus und sieben Einwohner.

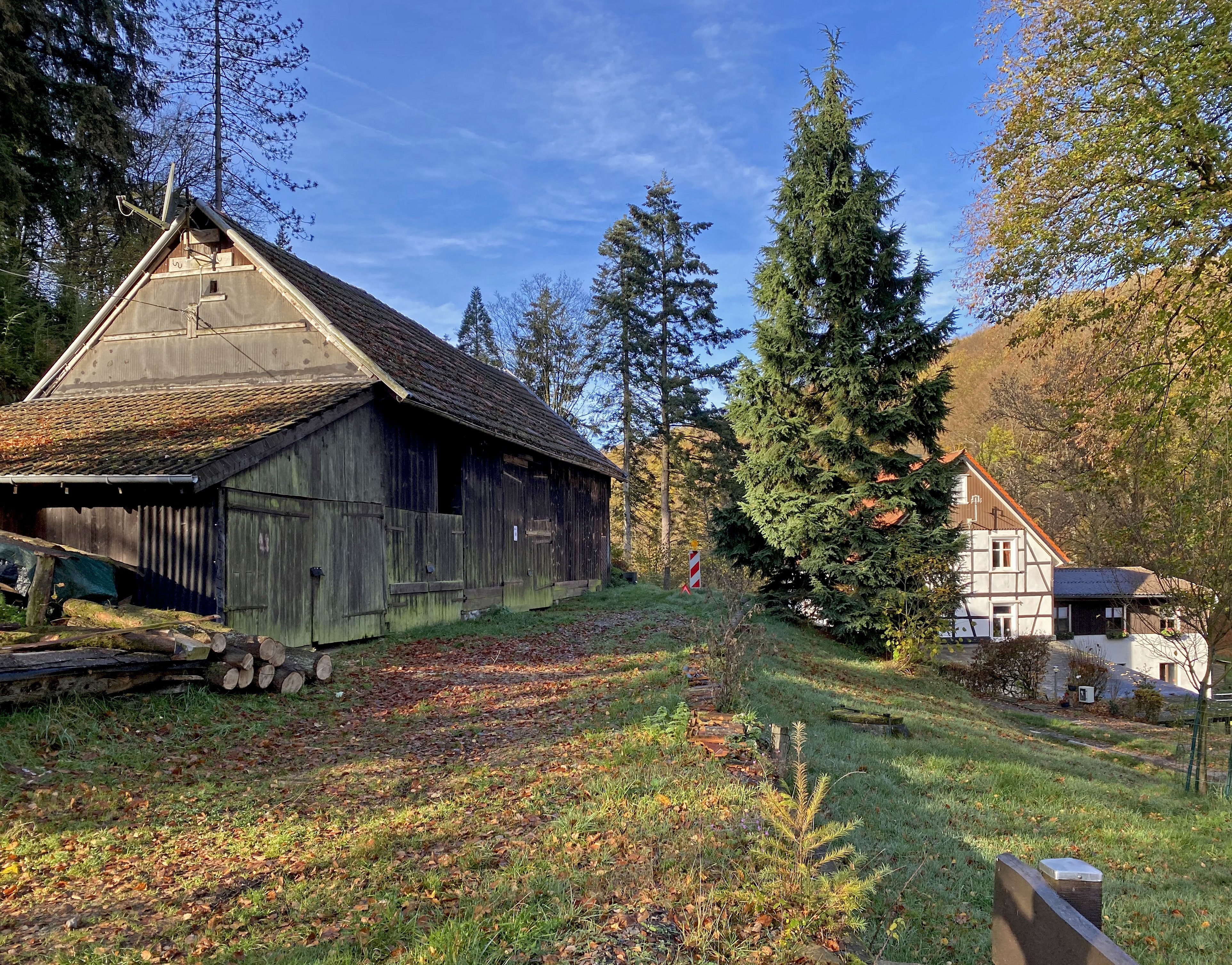
Odenhollermühle – Wirtschaftsgebäude
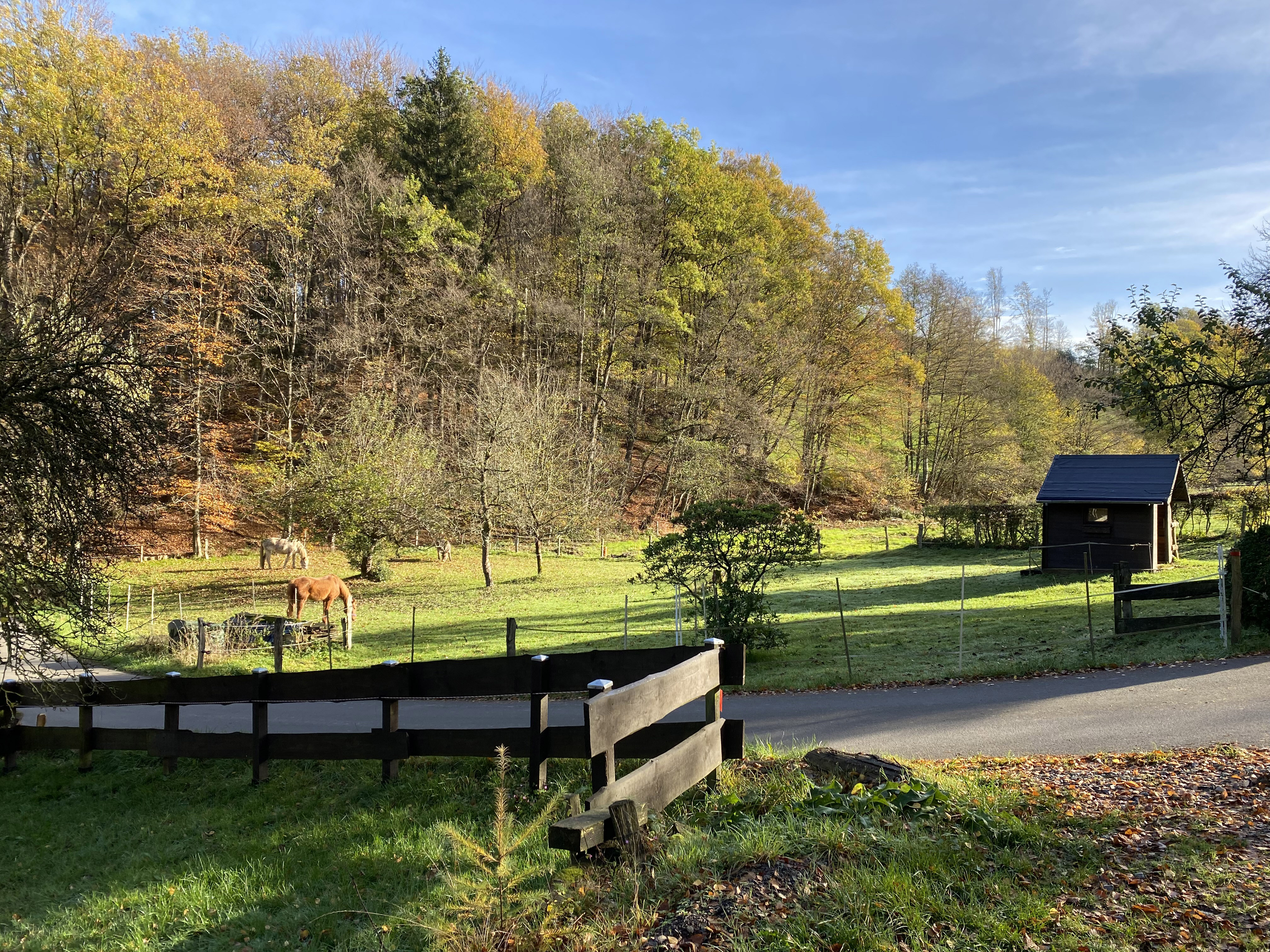
Pferdeweide an der Odenhollermühle und der Großen Dhünn

## Wanderwege
Ab Niederdhünn, wo der Wanderweg A4 vorbeiführt, lässt sich die Odenholler Mühle  auf gutem, nicht-markierten Weg parallel zur Großen Dhünn erwandern. Über die kaum befahrene Zufahrtstraße erreicht man anschließend – Odenholl passierend – Schniffelshöh, wo man Anschluss an das Wanderwegenetz (Raute 8), A1 oder A4 nach Wipperfeld findet.